# Jussy-Champagne
Jussy-Champagne és un municipi francès, situat al departament de Cher i a la regió de Centre – Vall del Loira. L'any 2007 tenia 224 habitants.

## Demografia

### Població
El 2007 la població de fet de Jussy-Champagne era de 224 persones. Hi havia 104 famílies, de les quals 28 eren unipersonals (20 homes vivint sols i 8 dones vivint soles), 32 parelles sense fills, 28 parelles amb fills i 16 famílies monoparentals amb fills.
La població ha evolucionat segons el següent gràfic:
Habitants censats

### Habitatges
El 2007 hi havia 119 habitatges, 101 eren l'habitatge principal de la família, 5 eren segones residències i 13 estaven desocupats. 117 eren cases i 2 eren apartaments. Dels 101 habitatges principals, 67 estaven ocupats pels seus propietaris, 29 estaven llogats i ocupats pels llogaters i 5 estaven cedits a títol gratuït; 4 tenien dues cambres, 16 en tenien tres, 37 en tenien quatre i 45 en tenien cinc o més. 88 habitatges disposaven pel capbaix d'una plaça de pàrquing. A 43 habitatges hi havia un automòbil i a 54 n'hi havia dos o més.

### Piràmide de població
La piràmide de població per edats i sexe el 2009 era:
| Homes | Edats   | Dones |
| ----- | ------- | ----- |
| 0     | 95 o +  | 0     |
| 0     | 90 a 94 | 0     |
| 0     | 85 a 89 | 0     |
| 0     | 80 a 84 | 0     |
| 0     | 75 a 79 | 0     |
| 0     | 70 a 74 | 0     |
| 12    | 65 a 69 | 8     |
| 12    | 60 a 64 | 8     |
| 12    | 55 a 59 | 4     |
| 0     | 50 a 54 | 12    |
| 28    | 45 a 49 | 8     |
| 4     | 40 a 44 | 4     |
| 16    | 35 a 39 | 16    |
| 20    | 30 a 34 | 12    |
| 12    | 25 a 29 | 4     |
| 0     | 20 a 24 | 8     |
| 0     | 15 a 19 | 24    |
| 16    | 10 a 14 | 12    |
| 4     | 5 a 9   | 16    |
| 4     | 0 a 4   | 4     |

## Economia
El 2007 la població en edat de treballar era de 152 persones, 118 eren actives i 34 eren inactives. De les 118 persones actives 107 estaven ocupades (61 homes i 46 dones) i 11 estaven aturades (5 homes i 6 dones). De les 34 persones inactives 16 estaven jubilades, 8 estaven estudiant i 10 estaven classificades com a «altres inactius».

### Ingressos
El 2009 a Jussy-Champagne hi havia 98 unitats fiscals que integraven 223,5 persones, la mediana anual d'ingressos fiscals per persona era de 17.966 €.

### Activitats econòmiques
L'únic establiment que hi havia el 2007 era d'una empresa classificada com a «altres activitats de serveis».
L'any 2000 a Jussy-Champagne hi havia 8 explotacions agrícoles.

## Equipaments sanitaris i escolars
El 2009 hi havia una escola elemental integrada dins d'un grup escolar amb les comunes properes formant una escola dispersa.

## Poblacions més properes
El següent diagrama mostra les poblacions més properes.